# 우타힉수염사키
우타힉수염사키(Chiropotes utahicki)는 신세계원숭이에 속하는 수염사키원숭이의 일종이다. 남아메리카 브라질 고유종으로, 아마존 싱구강과 토칸칭스강 사이에만 서식한다. 이전에는 동쪽에 서식하는 검은수염사키의 아종으로 분류되었지만, 등은 옅은 갈색이다.

## 어원
이름은 쾰른 동물원에서 수염사키를 돌본 독일 영장류학자인 우타 힉(Uta Hick)을 기리기 위해 지어졌다. 1980년대에 우타 힉은 수염사키 사육에 성공한 최초의 사람이었다. 우타 힉의 기혼 성은 우타 럼플러(Uta Rümpler)이다.
종소명 우타히키(utahicki)는 종종 우타히카에(utahickae)로 수정된다. ICZN 규칙에 따르면 -ae는 여성 수상자 이름(즉, "우타히키의"를 의미)의 소유격에 적합한 접미사이다. -i가 기술적으로 남성 수상자임을 나타내지만 일부 출처에서는 이전 utahicki를 수정하는 것을 권장하지 않는다. 현재(1999년) ICZN에서는 이러한 수정을 할 공식적인 방법이 없기 때문이다.

## 특징
우타힉수염사키의 생활 방식에 대해서는 알려진 바가 거의 없지만, 다른 수염사키와 유사한 것으로 추정된다. 따라서 주로 네 발로 움직이는 주행성 나무 거주자이다. 우타힉사키는 크고 혼합된 무리를 이루어 생활하며, 먹이를 찾기 위해 더 작은 소집단으로 나뉜다. 주 먹이는 보통 딱딱한 껍질의 과일과 씨앗이다.
우타힉수염사키에게 가장 큰 위협은 건설 프로젝트와 농경지 전환으로 인한 서식지 파괴이다. 고기와 모피를 얻기 위한 사냥 또한 우려되는 문제이다. IUCN은 향후 30년 동안 개체수가 50% 감소할 것으로 우려하며 이 종을 "심각한 멸종 위기종 " 으로 분류하고 있다.